# Nagy Réka (informatikus)
Nagy Réka, újabban Sándor Réka (1985. július 11. –) erdélyi magyar informatikus, egyetemi oktató.

## Életpályája
2007-ben informatika szakot végzett a kolozsvári Babeș–Bolyai Tudományegyetemen, ugyanott 2008-ban elvégezte az intelligens rendszerek mesterszakot. 2013-tól tanársegéd a kolozsvári egyetem matematika és informatika karán. 2012-ben doktorált Evolutionary Techniques in Computational Game Theory című tézisével.

## Munkássága
Szakterület: játékelmélet, többkritériumú optimalizálás, evolúciós algoritmusok

### Válogatott cikkei
- David Iclanzan, Noémi Gaskó, Réka Nagy, D Dumitrescu. Multiobjective Evolution of Mixed Nash Equilibria. (LOIN2012), Lecture Notes in Computer Science, 7997, 2013, Pages 304-314.
- Réka Nagy, Mihai Suciu, D. Dumitrescu. Exploring Lorenz Dominance. (SYNASC 2012), 13th International Symposium on Symbolic and Numeric Algorithms for Scientific Computing, 2012, Pages 254-259.

## Külső hivatkozások
- A Babeş–Bolyai Tudományegyetem matematika és informatika karának honlapja